# Przekręt (serial telewizyjny 2004)
Przekręt (ang. Hustle) – brytyjski serial wyprodukowany przez Kudos Film & Television dla BBC One w Wielkiej Brytanii. Stworzony przez Tony'ego Jordana i pierwszy raz emitowany w 2004 roku.